# Vanessa Menga
Vanessa Atra de Menga (ur. 20 października 1976 w São Paulo) – brazylijska tenisistka, olimpijka z Sydney (2000), reprezentantka w Fed Cup.

## Kariera tenisowa
Zawodową tenisistką była w latach 1995–2003.
W 1997 roku wygrała swój pierwszy turniej singlowy ITF, w La Paz. W sumie wygrała 3 turnieje singlowe tej rangi. Znacznie więcej sukcesów odniosła w grze deblowej, o czym świadczy wygranie 33 turniejów ITF.
W rozgrywkach cyklu WTA nie wygrała żadnych turniejów, a jednym z jej największych osiągnięć było osiągnięcie ćwierćfinału w Bogocie w 1999 roku, gdzie w 2 rundzie wyeliminowała nr 6. turnieju, Sedę Noorlander.
W latach 1995–2002 reprezentowała swój kraj w rozgrywkach Fed Cup. Bilans tenisistki w zawodach wynosi 8 zwycięstw i 7 porażek w singlu oraz 13 wygranych przy 9 porażkach w deblu.
Reprezentowała swój kraj na igrzyskach olimpijskich w Sydney (2000) w konkurencji gry podwójnej wspólnie z Joaną Cortez odpadając z rywalizacji w 2 rundzie.
W rankingu gry pojedynczej Menga najwyżej była na 163. miejscu (22 lutego 1999), a w klasyfikacji gry podwójnej na 93. pozycji (7 czerwca 1999).
W lutym 2001 roku wzięła udział w sesji zdjęciowej do brazylijskiej edycji magazynu Playboy.

### Wygrane turnieje rangi ITF
| turnieje z pulą nagród 100 000 $ |
| turnieje z pulą nagród 75 000 $  |
| turnieje z pulą nagród 50 000 $  |
| turnieje z pulą nagród 25 000 $  |
| turnieje z pulą nagród 15 000 $  |
| turnieje z pulą nagród 10 000 $  |

#### Gra pojedyncza
|    | Data       | Turniej   | Kat. | ($)    | Naw.   | Finalistka      | Wynik         |
| 1. | 14/09/1997 | La Paz    | ITF  | 10 000 | ziemna | Laura Montalvo  | 6:3, 7:5      |
| 2. | 17/05/1998 | Poza Rica | ITF  | 10 000 | twarda | Alina Żydkowa   | 6:2, 6:7, 6:1 |
| 3. | 06/09/1998 | Manaus    | ITF  | 25 000 | twarda | Dora Krstulovic | 1:6, 6:1, 6:2 |